# CMC J Space
CMC J Space — малотоннажный грузовой автомобиль, выпускающийся с конца 2024 года тайваньским автопроизводителем China Motor Corporation. По словам CMC, название J Space вдохновлено несколькими значениями буквы J, в том числе значениями «крупный» (англ. «Jumbo»), «путешествие» (англ. «Journey») и «радость» (англ. «Joy»).

## Описание
CMC J Space, разработанный компанией CMC для замены устаревающей серии лёгких коммерческих автомобилей Veryca, выпускается в виде фургона, микроавтобуса вместимостью от 5 до 8 мест, пикапа с одинарной кабиной или шасси. Автомобиль оснащён системой ADAS второго уровня, включая адаптивный круиз-контроль и систему предупреждения о сходе с полосы.

## Технические характеристики
CMC J Space приводится в движение 1,5-литровым (1498 см3) рядным четырёхцилиндровым двигателем мощностью 78,7 кВт (107 л. с.) при 6000 об/мин. Коробка передач — восьмиступенчатая автоматическая. 